# Franz Ulrich Theodosius Aepinus
Franz Ulrich Theodosius Aepinus (Rostock, capital del ducado alemán de Mecklemburgo, 13 de diciembre de 1724 - Dorpat (Estonia), 10 de agosto de 1802) fue un científico ruso, de origen alemán, precursor de los estudios de los fenómenos eléctricos y del magnetismo.

## Biografía
Nació en Rostock, en el ducado de Mecklemburgo-Schwerin. Descendía de Johannes Aepinus (1499-1553), el primero en adoptar la forma griega (αἰπεινός) del apellido Hugk o Huck, y un destacado teólogo y polemista en la época de la Reforma protestante. Fue el último hijo del profesor de teología de la Universidad de Rostock, Franz Albert Aepinus. Tras realizar sus primeros estudios con profesores particulares, en 1740 accedió a la Universidad de su ciudad natal como estudiante de medicina. Frecuentó también las Universidades de Jena (donde fue alumno de Georg Erhard Hamberger, cuya orientación era marcadamente leibniziana), Weimar, Erfurt y Halle, como era costumbre de la época. Recibió el título de doctor en filosofía en la de Rostock en 1747, ejerciendo allí luego varios años como profesor particular. El 17 de abril de 1755 fue nombrado miembro de la Academia de Ciencias y Letras de Berlín, a donde marchó y donde entró en contacto con Leonhard Euler, del que fue discípulo y amigo. Tuvo a su cargo el observatorio astronómico de la institución. En 1757 fue contratado como miembro de la Academia Imperial de Ciencias de San Petersburgo, fijando allí su residencia. A partir de 1759, cuando fue nombrado tutor de la gran duquesa Catalina, fue asumiendo responsabilidades crecientes en la vida cortesana y pública de la Rusia zarista, que le fueron apartando progresivamente de la investigación científica. Sucedió al matemático Goldbach al frente de los servicios de cifra de la diplomacia rusa en 1765.

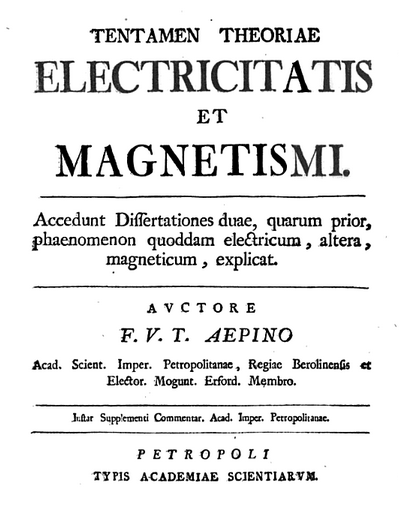
Portada de su libro de 1759

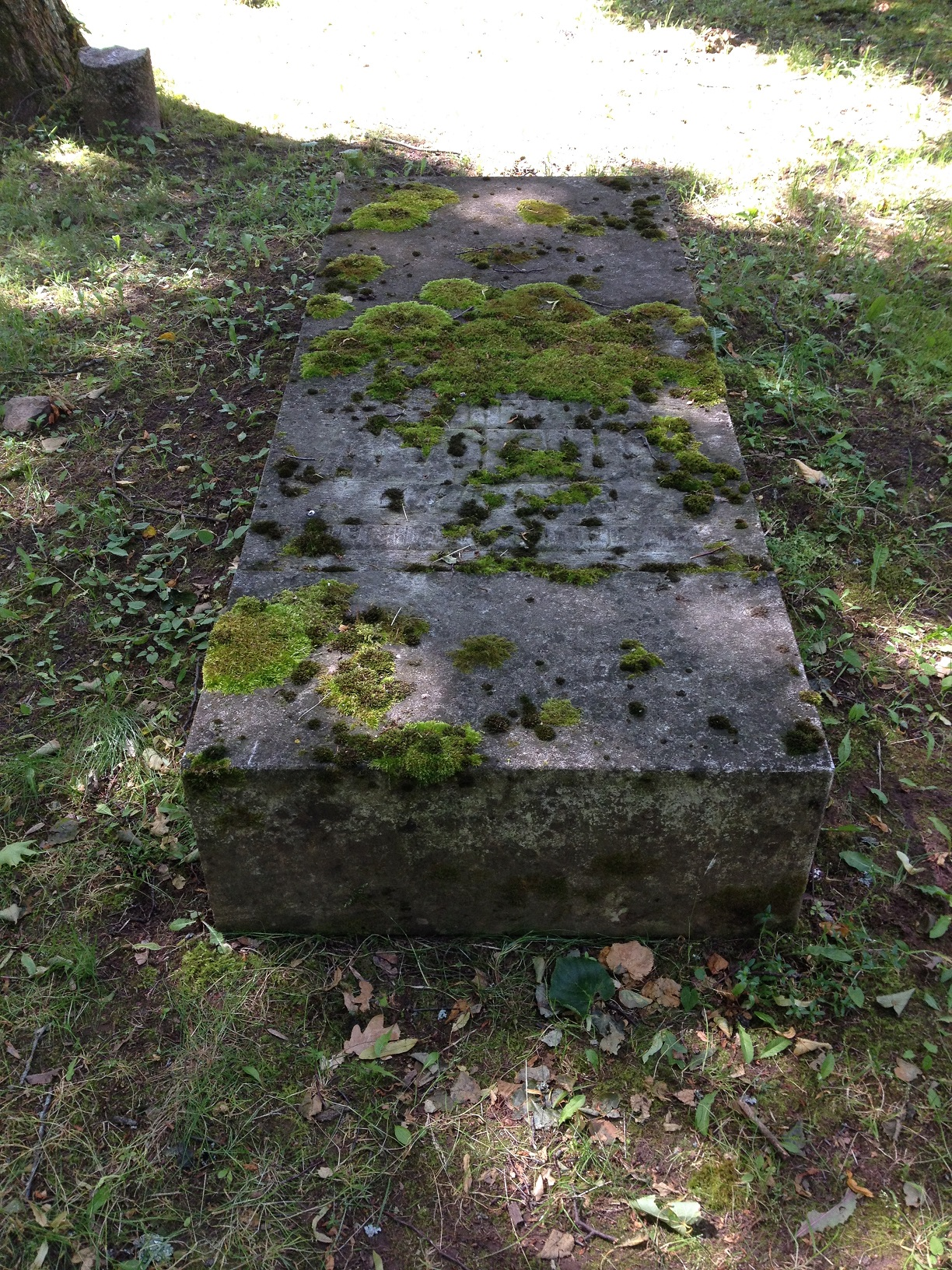
Sepultura de Aepinus

Aunque se ocupó de cuestiones matemáticas, geográficas y astronómicas, su mayor dedicación y sus mayores logros se centraron en el por entonces todavía impreciso ámbito de los fenómenos eléctricos y magnéticos. Hacia 1750 estudió junto con su alumno Wilcke la obra de Benjamin Franklin, realizando experiencias de electrostática que les llevaron a la invención del condensador con dieléctrico de aire. Dotado de gran habilidad para los instrumentos y la experimentación, en Berlín empezó a estudiar las propiedades piroeléctricas, o termoeléctricas, de la turmalina, mineral nuevo y exótico por entonces; sus escritos al respecto se recopilaron en 1762 bajo el título de Recueil de differents memoires sur la tourmaline. También inventó procedimientos para lograr imanes más potentes.
Su obra principal es el Tentamen theoriae electricitatis et magnetismi, publicado el 8 de diciembre de 1759 bajo los auspicios de la Academia de San Petersburgo. En ella desarrolló las ideas eléctricas de Franklin, precisándolas, ampliándolas, liberándolas de inconsistencias y deficiencias y, sobre todo, matematizándolas de una manera semi-cuantitativa, que iniciaba el encauzamiento de la electrostática por la rigurosa vía físicomatemática que Coulomb (quien tuvo a esta obra y a su autor en gran estima) completaría poco después. Las habilidades que Aepinus poseía como experimentador y como expositor claro y preciso dotan a su obra de un aire completamente nuevo; otro rasgo anticipatorio original es la abundante utilización de grafos para explicar las relaciones matemáticas tratadas. Además buena parte del texto se dedica a poner de manifiesto los paralelismos y semejanzas que Aepinus descubre y demuestra experimentalmente entre los fenómenos eléctricos y los magnéticos.
En 1784 aplicó al microscopio con buenos resultados los principios acromáticos que se estaban utilizando para la mejora óptica de los telescopios.
A pesar de la relevancia que posteriormente tuvo durante muchos años en la corte de Rusia, no ha quedado ningún retrato pictórico suyo y son muy pocos los datos conocidos de su biografía personal; probablemente no contrajo matrimonio ni tuvo descendencia.

## Eponimia
- El cráter lunar Aepinus lleva este nombre en su memoria.[5]